# خانه سورگاه
خانه سورگاه در نطنز، خیابان شهید مطهری، محله افوشته واقع شده و این اثر در تاریخ ۱۰ خرداد ۱۳۸۲ با شمارهٔ ثبت ۹۰۵۰ به‌عنوان یکی از آثار ملی ایران به ثبت رسیده است.
خانه سورگاه متعلق به دوره تیموری است که به نقل از  افراد محلی و معتبر این محله، این بنا مکانی برای پذیرائی از میهمانان سید حسن واقف بوده است و زمانی که ایشان، تبلیغ مذهب شیعه را آغاز کردند، از این مکان به عنوان تجمع و مکانی برای مشورت با دیگران استفاده می‌کرده است . خانه سورگاه  از شمال و شرق به حسینیه افوشته، از جنوب به آب انبار و از غرب به باغات سرسبز این محله منتهی می‌شود. رسم‌بندی، تزئینات داخلی زیبا و پی‌های مستحکم این بنا بر روی بستر سنگی بزرگ، نشان دهنده استحکام و سن بالای این بنا می‌باشد.